# 西安地铁3号线使用问题电缆事件

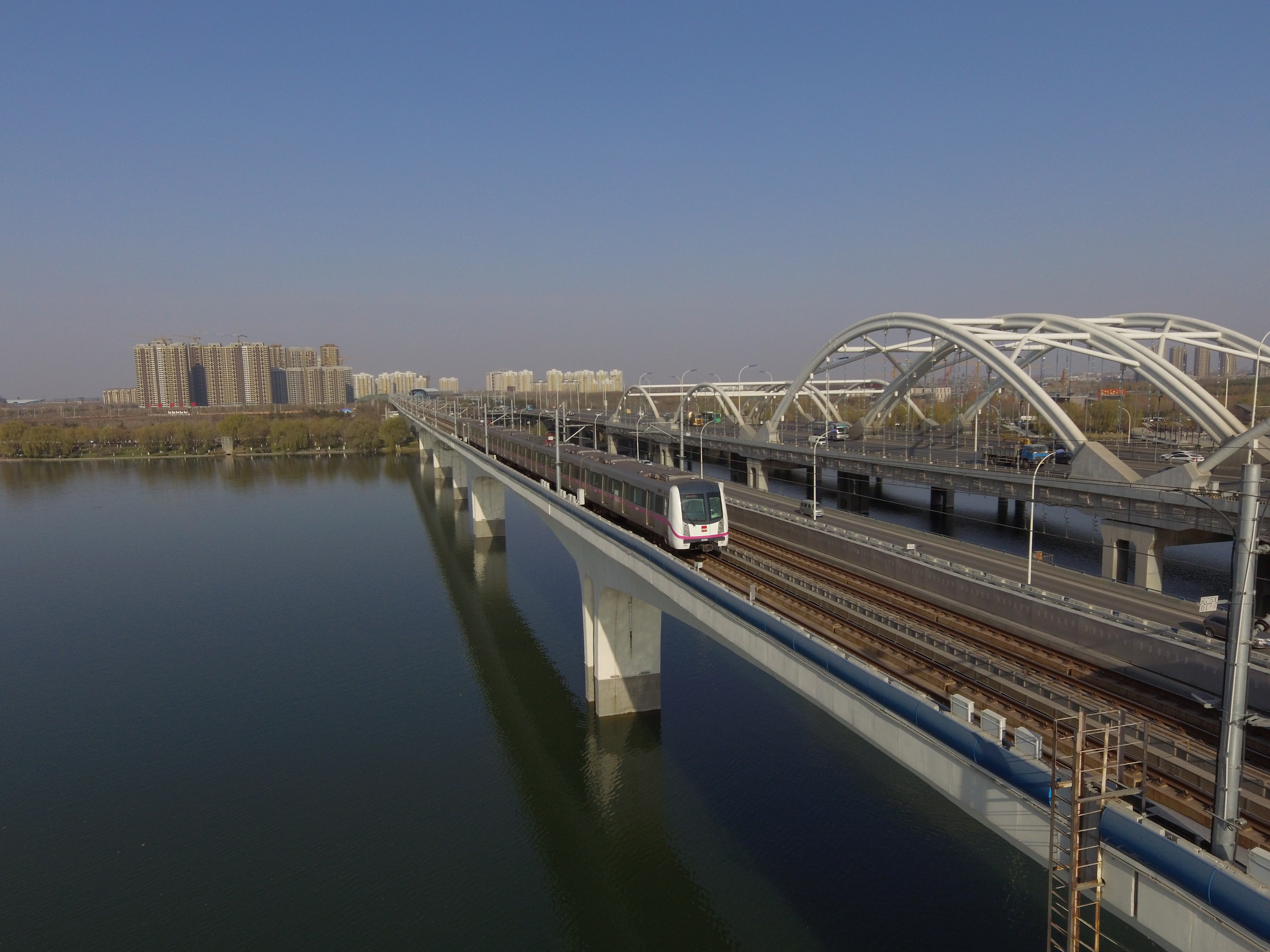
使用問題電纜的西安地鐵3號線

西安地铁3号线使用问题电缆事件是指一名自称为陕西奥凯电缆公司员工的网友在网络论坛发文举报，稱西安地鐵3號線全線所用電纜为不合格产品的事件，事件经有关部门调查后，西安地铁公司宣布在短时间内对3号线所用的不合格电缆进行更换，并对涉案人员进行了处理。由于事件涉及更深层的官商勾结等腐败问题，因而引发民众的热议。2017年6月8日，国务院发布消息称，经联合调查组认定，该事件是一起严重的企业制售伪劣产品违法案件，是有关单位和人员内外勾结、采购和使用伪劣产品的违法案件，也是相关地方政府职能部门疏于监管、履职不力，部分党员领导干部违反廉洁纪律、失职渎职的违法违纪案件。
此前3号线曾遭遇过重大塌方事故，也陷入过未批先建的质疑。而该事件发生后，也面临了信任危机。

## 背景
2013年3月，西安地铁公司通过公开招标，确定陕西省招标有限责任公司为地铁3号线一期工程安装装修项目招标代理公司。2014年8月，西安地铁委托陕西省招标有限责任公司对西安地鐵3號線一期工程车站设备安装及工程进行招标。2015年4月，西安地铁3号线工程监理单位陕西兵器监理部、铁一院监理部组织业主代表及9个标段施工单位的相关负责人召开了乙供关键材料审查会议，会议宣布江苏凯达电缆公司、中国西电、远东电缆有限公司、山东华凌电缆有限公司、爱谱华顿电子科技集团有限公司、杭州电缆股份有限公司、陕西奥凯电缆公司等7家公司为招标单位。最终，陕西奥凯电缆竞得西安地鐵3號線一期工程车站设备安装及工程的招标权。而西安地铁3号线电缆项目也是公司所签约的第一份订单。之后有网络爆料称，奥凯电缆之所以能够拿到西安地铁3号线整条线路的电缆供应权，是因为公司选用劣质材料来降低成本。

## 事件经过

### 员工举报
2017年3月，一名自稱為奥凯电缆公司員工的網友在網路論壇發文《西安地铁你们还敢坐吗》，稱西安地鐵3號線所用电缆供应商奥凯电缆公司为“一家不符合国家标准的小作坊”，电缆全部为偷工减料，以次充好，各项生产指标都不符合地铁施工标准，且電纜的橫截面積小於標稱面積会造成电缆电线的发热过大，不仅会损耗大量动力，还可能发生火灾。而该公司及负责人还存在违法进行招投标的行为。这一帖文发出后虽然已被删除，但后来又被人发在其他网络论坛上。

### 调查
3月15日，涉事電纜的生產商奧凱電纜公司在網上發佈消息稱該網帖為造謠，公司方面已經報警。该公司在声明中称，公司拥有电缆产品生产许可证、3C认证等经营资质，产品质量完全符合相关标准。公司在西安地鐵建設招投標過程中無任何違法情況，提供的電纜經過質監局多次抽查均為合格產品，其擁有的「五勝」商標曾被陝西省工商局認定為「陝西省著名商標」。但經記者調查，奧凱電纜公司曾在2015年11月9日、2016年1月25日及2016年2月22日被西安市質監局以「生產銷售不符合國家標準的電力電纜，銷售偽造產品質量證明的電力電纜，以及銷售不符合國家標準的電力電纜」的理由處以行政處罰。有爆料人称，在西安地铁3号线施工电缆安装期间，西安市质量技术监督局多次对3号线电缆进行抽检，抽检结果均为不合格产品。但是王志伟利用人脉关系多次给质监局行贿，将抽检结果修改为合格产品。
西安市人民政府方面在經過初步調查後，於3月16日在西安市互联网信息办公室官方微博（@西安发布）發布報告稱，涉事電纜為3號線低壓配電電纜，並不涉及列車牽引供電系統。回应中还表示，已责成市监察局、质监局、安监局、公安局组成联合调查组立即开始调查核查复测检验，抽样送国家指定权威机构检测，检测结果将第一时间向社会公布。一旦有违法违纪和利益输送问题将坚决依法处置。地鐵方面也在同一天在官方微博發佈公告稱已成立調查組開展調查核實工作。
3月17日，西安市人民政府召開新聞發佈會，中共西安市委常委、西安市常务副市长吕健在會上稱「目前乘坐西安地鐵是安全的，請廣大市民放心」。而西安市地鐵公司總經理宋揚則表示奧凱電纜公司是通過正常招標，在2015年4月經過嚴格審查被選定為乙方關鍵材料供應商的。而且地鐵方面已經在當日凌晨於石家街、香湖灣、保稅區3個車站截取5份電纜樣品送交國家權威機構檢測。3月20日，初步檢驗結果出爐：經過國家電線電纜監督檢驗中心檢測，5份樣品全部不合格。西安市方面表示，雖然不合格電纜不影響行車安全，但地鐵將在最短時間內對不合格電纜進行更換。在当晚的新闻发布会上，吕健就该事件向西安市民道歉，并愿为此承担责任。

### 处理与处分
3月20日，在西安市人民政府召开的新闻发布会上，中共西安市委常委、市纪委书记杨鑫表示，奧凱電纜公司的8名相關人員已經被警方控制，生產場所與帳目也都已經被封存。据西安广播电视台新闻综合频道在3月21日晚播出的《西安新闻》，奥凯电缆公司法人代表王志伟对公司以次充好、供应不合格电缆的行为，向西安市民悔罪、道歉。
3月22日，西安地铁表示对3号线问题电缆，在确保运营安全平稳前提下，在100天内对进行百分之百彻底更换。
3月23日，陕西省工商局对奥凯电缆公司曾被认定为“陕西省著名商标”一事做出处理，对在该著名商标认定中审核、把关不严的相关工作人员进行追责，对陕西省工商局商标处处长崔亮给予诫勉谈话、副处长张静臻及具体经办人员吴原茹给予行政警告处分，并将具体经办人吴原茹调离著名商标审查岗位；并根据《陕西省著名商标认定与管理暂行规定》有关规定，撤销陕西奥凯电缆有限公司“五胜”商标的“陕西省著名商标”称号。然而根据陕西省出台的著名商标认定规定，申请陕西省著名商标时，应经国家工商行政管理局核准注册三年以上，且必须是连续使用三年以上。而“五胜”商标在2013年9月份申请注册，2015年2月16日才完成了商标注册申请，显然不符合申请条件。
3月28日，中共中央紀委、中華人民共和國監察部網站發佈消息：西安市地鐵辦原副主任唐宏波、西安市地鐵建設指揮部辦公室企劃處副處長兼工程一處副處長王軍琪等12人因涉嫌違紀，正在接受西安市紀委的組織審查。4月6日，又有2名西安地铁相关人员涉嫌违纪被组织调查。
4月13日，西安紀檢監察微信公眾號發佈消息，稱西安市紀委常委會已於近日決定將西安市質監局稽查總隊總隊長黎軍等6人移交司法機關調查處理，檢察機關已對這6人以涉嫌玩忽職守罪立案偵查，且已採取強制措施。4月18日，再有4名与该事件有关人员涉嫌违纪被组织调查。
4月24日，西安市纪委常委会决定，11名与该事件有关人员存在严重违纪行为被开除党籍，其中有5人涉嫌犯罪问题移送司法机关调查处理。另外，经西安市监察局决定，将西安市地下铁道有限责任公司运营分公司副总经理杨少选（民革党员）涉嫌犯罪问题移送司法机关调查处理；经西安市纪委常委会决定，西安市质监局稽查总队队员段华锋（中共党员）因严重违纪，给予党内严重警告处分，并经西安市监察局决定，给予行政记大过处分。
5月22日，原中共西安市委书记魏民洲被查。据《新京报》报道，他的被查有可能与该事件有关，但官方未披露任何消息。
6月8日，国务院发布消息称，经联合调查组认定，该事件是一起严重的企业制售伪劣产品违法案件，是有关单位和人员内外勾结、采购和使用伪劣产品的违法案件，也是相关地方政府职能部门疏于监管、履职不力，部分党员领导干部违反廉洁纪律、失职渎职的违法违纪案件。国务院已决定，责成陕西省人民政府向国务院作出深刻书面检查，并依法对涉案违法生产企业8名犯罪嫌疑人执行逮捕，依法依纪问责处理相关地方职能部门122名责任人，包括厅级16人、处级58人，同时对央企驻陕单位19名涉案人员立案侦查。此外，陕西省人民政府也对涉案违法生产企业所获得的全部认证证书、著名商标认定、营业执照和工业产品生产许可证全部注销。
据澎湃新闻报道，截至2018年3月，已有两名涉及该案的官员被判刑。其中，西安市产品质量监督检验院电器产品检测中心原主任冯瑞祥，因收受陕西奥凯电缆有限公司等公司负责人购物卡、现金37488元人民币，被判拘役6个月，并处罚金10万元；西安市地下铁道有限责任公司机电设备处原副处长杜某某，因收受长江高科电缆代理销售人员王某感谢费40万元，被判处有期徒刑2年，并处罚金20万元。然而在杜某某案中，涉事的线路为2号线，而非3号线。
2018年7月15日，中华人民共和国住房和城乡建设部就该案对外公布了多条处罚决定，被处罚的对象包括西安铁一院工程咨询监理有限责任公司、陕西兵器建设监理咨询有限公司以及与此事相关的5名责任人。8月22日，在住建部对担任三号线项目经理的两名责任人黄福寿、沈建湘作出吊销一级注册建造师执业证书，5年内不予注册的处罚。
2019年3月29日，西安市中级人民法院依法公开一审宣判被告单位陕西奥凯电缆有限公司及王志伟等8名被告人犯生产、销售伪劣产品罪，单位行贿罪，行贿罪一案。被告单位陕西奥凯电缆有限公司犯生产、销售伪劣产品罪，单位行贿罪，数罪并罚，决定执行罚金人民币3050万元；被告人王志伟犯生产、销售伪劣产品罪，单位行贿罪，行贿罪，数罪并罚，决定执行无期徒刑、剥夺政治权利终身，并处罚金人民币2150万元；其余7名被告人犯生产、销售伪劣产品罪，单位行贿罪，分别判处有期徒刑七年至十二年又三个月不等的刑期，并处罚金。该案于2020年5月15日入选2019年度陕西法院十大审判执行案件。

## 各方反应

### 党政机关
事发后的3月17日，中共西安市委召开常委扩大会议，会议提及了研究地铁三号线相关工作。中共陕西省委常委、西安市委书记王永康表示，市联合调查组要尽快查清问题，严查彻查，一查到底，并将调查结果及时公布。3月22日，西安市人民政府召开全市安全生产扩大会议，西安市市长上官吉庆表示要深刻汲取地铁3号线问题电缆事件教训，“进一步增强安全生产的责任感和自觉性，坚持依法治安，深入排查隐患，强化风险防控，确保城市安全稳定、人民安居乐业”。
中国国家质检总局于3月23日向各省、自治区、直辖市质量技术监督局下发标注为“特急”的通知，要求彻底排查奥凯电缆公司产品质量问题，全面检查已获证电线电缆生产企业，并严厉查处无证生产和违法生产行为。
3月26日下午，中共陕西省委召开专题会议，研究西安地铁3号线使用不合格电缆问题。中共陕西省委书记娄勤俭表示，要站在人民群众的立场，依法严查、一查到底，严厉打击各类违法犯罪行为，切实维护好公共安全和群众利益。
3月29日，中共西安市委再次召开常委扩大会议，继续研究地铁三号线有关问题。王永康表示，对地铁3号线反映出的使用不合格电缆的问题，要“旗帜鲜明、直面问题、不回避矛盾，全面调查、严查彻查”，对其中各类违法犯罪行为都要一查到底。

### 其他轨道运营商
事发后，一些城市的地铁也开始对是否使用奥凯电缆的情况进行彻查。
根據成都地鐵方面調查，成都地鐵3號線一期工程以及在建中的4號線二期工程、7號線部分標段亦有採用奧凱電纜公司的低壓供電電纜，而1號線三期工程與有軌電車蓉2號線預計採用該公司的電纜，均為承包單位通過招標方式採購。鑑於奧凱電纜公司已確認存在問題，成都方面也將展開調查。
而合肥地鐵1號線也因使用奧凱電纜公司的產品而表示將會對所用電纜進行檢測。3月27日下午，合肥軌道交通公司發出情況通報，表示取樣檢測結果均為合格。但供電系統總承包單位中鐵電氣化局基於該局針對奧凱產品的處理方案，主動承諾會對該線路所使用的奧凱電纜全部予以無償更換。而上海地铁运营方上海申通地铁集团发布声明称，公司对2012年起5年内已建线路与在建线路、各总包单位、各运维单位进行全面排查，未发现使用奥凯电缆公司的电缆。另外，重庆、青岛等地轨道交通部门均表示所有运营中、建设中线路均未采购、使用奥凯电缆生产的电缆。
由於奧凱電纜公司還曾中標部分中华人民共和国高速铁路項目，中國鐵路總公司表示有關鐵路建设企業中国中铁、中国电建在寶蘭、西成、渝黔、蘭渝等鐵路項目中所有奧凱公司提供的電纜實施更換，中国铁建也承诺不再与奥凯电缆签订合同。另有媒體質疑奧凱電纜公司成立僅有5年、生產不足3年，卻能在多地中標多條鐵路項目，且其中多個項目的招標方均為中國中鐵股份有限公司。中鐵方面對此回應稱這是由於統一採購時奧凱電纜公司往往能提供低價貨源。

## 相关评论
- 中共党报《人民日报》发表评论员文章称：“如果不对其中的猫腻进行彻查，不管住可能存在的权钱交易，不堵住令人生疑的寻租漏洞，那么就算补救了一条地铁线的安全，也难以真正筑牢安全的堤坝。”文章还表示，“城市公共安全是群众安居乐业的基本保障，也是政府部门应该提供的基本公共产品。追究责任比公开道歉更为重要，制度建设也远比危机公关更为根本，唯有针对安全隐患追查到底、问责到底，并以制度建设堵住漏洞，才能真正确保安全[42]。”
- 中国官方通讯社新华社评论称，“在彻查问题企业和涉事人员的同时，更需要举一反三，切实发挥党内监督、群众监督、社会监督、舆论监督的作用，形成监督合力，为民生工程筑起一道道‘防火墙’。”[43]
- 《南方都市报》发表社论称“当真相乍现的那一刻，关键人物一定不在奥凯，而在工程项目内部，在政府内部[44]。”
- 光明网发表评论员文章称“从根本上解决信息封闭、管理陈旧、权力集中、监督失灵等问题，这恐怕是奥凯事件所应该有的警醒和觉悟[45]。”
- 《新京报》评论称，“这场关于问题电缆的追问，不应该止于道歉，甚至也不应该止于单纯处罚一家违规企业。没搞清楚奥凯公司‘背后的力量’，追问就不该停止[46]。”
- 财新网评论称，“西安地铁的类似事件，却一次次冲破了整道工程建设的监管防线，这恰恰才是最值得反思的[47]。”
- 中国网发表评论员文章称“有关方面既要更换‘问题电缆’，更要深入推进反腐败斗争，大力清除工程建设领域的腐败潜规则，还工程建设领域一片清净之地，为工程质量提供根本保证[1]。”